# Gastrotheca trachyceps
Gastrotheca trachyceps là một loài ếch trong họ Hemiphractidae. Chúng là loài đặc hữu của Colombia.
Môi trường sống tự nhiên của nó là các khu rừng vùng núi ẩm nhiệt đới hoặc cận nhiệt đới và đồng cỏ ở cao nhiệt đới hoặc cận nhiệt đới. Loài này đang bị đe dọa do mất môi trường sống.